# Stadion Zagłębianki Dąbrowa Górnicza
Stadion Zagłębianki Dąbrowa Górnicza – nieistniejący już wielofunkcyjny stadion w Dąbrowie Górniczej, w Polsce. Istniał od lat 30. XX wieku do roku 2013. Mógł pomieścić 10 000 widzów. Swoje spotkania rozgrywali na nim piłkarze klubu Zagłębianka Dąbrowa Górnicza.

## Historia
Teren pod nowe boisko przekazała Zagłębiance w latach 30. XX wieku kopalnia Paryż. Wcześniej zespół grał na okolicznych łąkach, później także na stadionie żydowskiego klubu Hakoach Będzin. W latach 50. XX wieku powstał budynek klubowy, a w roku 1965 zakończono rozbudowę stadionu, po której mógł on pomieścić 10 000 widzów. W 1983 roku założono sekcję piłki nożnej kobiet Zagłębianki. W latach 1988 i 1990 drużyna ta zdobywała mistrzostwo Polski. W 1997 roku Zagłębianka połączyła się z Zagłębiem Dąbrowa Górnicza, który występował na stadionie przy ulicy Konopnickiej. Stadion Zagłębianki służył odtąd jako boisko treningowe, z czasem przestał być zupełnie używany i zaczął niszczeć. W lutym 2012 roku miasto wystawiło obiekt na sprzedaż pod budowę budynków mieszkalnych. W tym samym roku doszło do dwóch pożarów budynku klubowego, co wzbudziło podejrzenia o celowe działanie mające na celu obniżenie wartości nieruchomości. W 2013 roku rozebrano całą infrastrukturę stadionu wraz z wałami ziemnymi, pozostawiając w jego miejscu pusty plac.
Obiekt przy ulicy Siemońskiej znajdował się w granicach administracyjnych Dąbrowy Górniczej, jednak tuż przy granicy z Będzinem, w pobliżu dzielnicy Ksawera i przystanku kolejowego Będzin Ksawera. Okoliczni mieszkańcy żartobliwie mówili, że jedna bramka stadionu znajduje się w Dąbrowie Górniczej, a druga w Będzinie.